# Verkeerd verbonden (Acda en De Munnik)
Verkeerd verbonden is een nummer van het Nederlandse cabaret- en zangduo Acda en De Munnik uit 2001. Het is de tweede single van hun derde studioalbum Hier zijn.
Het nummer haalde de 2e positie in de Nederlandse Tipparade.